# Solar de Atienza, Mandayona y Villaseca
El señorío divisero del Solar de Atienza, Mandayona y Villaseca es una institución familiar y nobiliaria, cuyo origen se remonta al siglo XIV por el privilegio otorgado al caballero de la Orden de la Banda García Pérez Sarmiento (conocido como Garcí Pérez de Burgos por haber vivido en Burgos) por Sancho IV en recompensa por su audacia y arrojo en la batalla de Tarifa, siendo uno de los últimos vestigios aún activos de los señoríos castellanos de «behetría de linaje» o de entre parientes.
La institución fue confirmada en su carácter nobiliario en varias ocasiones por pleitos de hidalguía, reales provisiones y confirmaciones de privilegios:
- Fernando IV - Sevilla, 18 de octubre de 1306;
- Alfonso XI - Sevilla, 25 de noviembre de 1330;
- Enrique II - Sevilla, 17 de marzo de 1372;
- Enrique III - Burgos, 20 de febrero de 1405;
- Juan II el 4 de julio de 1405;
- Reyes Católicos el 23 de octubre de 1477;
- Felipe II - Granada, 3 de enero de 1565;
- Felipe II - Granada, 15 de julio de 1568;
- Carlos III - Madrid, 22 de febrero de 1763.

Es pues, una de las corporaciones nobiliarias más antiguas de España, compuesta por sus señores caballeros diviseros; solar conocido de nobles hijosdalgo de sangre notoria, «de armas poner y pintar».
La casa obtuvo a lo largo de los años privilegios de hidalguía para los descendientes y ascendientes de este famoso caballero, señorío divisero y solares de Atienza, Mandayona y Villaseca y la transmisión de la nobleza a través de ambas líneas paternas y maternas. Este último privilegio es poco común en el ámbito nobiliario español y solo hay un puñado de solares que confieren hidalguía a todos los descendientes, tanto por vía masculina como femenina. 
Estos privilegios regios fueron confirmados por monarcas en varias ocasiones, y probados en la Real Chancillería de Granada, la cual todavía tiene en sus archivos múltiples pleitos de hidalguía de descendientes Rendonianos hasta el siglo XIX. Estos privilegios fueron, con el tiempo, casi olvidados en España, pero no fue así en el nuevo mundo. En América Latina, sus descendientes siguieron manteniendo vivo el recuerdo de este ilustre linaje, además de seguir ostentando el título colectivo de señor divisero que se otorgó a sus antepasados hace tanto tiempo.

## La casa Rendón
Fue de este linaje un famoso caballero llamado Garci Pérez de Burgos, natural de Villamayor, y le llamaron de Burgos por haberse criado en la famosa ciudad de este nombre. Hallándose los cristianos á vista de los moros, dijo en voz alta sin acuerdo: «¿Que hacéis, señores, mirando a los moros? A ellos, a ellos, señores, de rendón». Con esto acometieron todos tras él, rompiendo por los moros les hicieron dejar el campo, siguiéndoles al alcance. El rey Sancho, porque sin acuerdo hizo aquella acción, le habló con severidad, advirtiéndole para semejantes casos su obligación; mas viéndole el rey con la lanza quebrada y llena de sangre, y que le respondió para satisfacerle con dulces palabras, le dijo el rey: «Basta que hebeis fecho tan honradamente que mereceis á mucha honra ser caballero». Respondióle Garci Pérez: «Yo soy fidalgo del noble linage de Sarmiento, como a Vuestra Señoría es notorio. La Vuestra Señoría me ha de dar con que siga la guerra y muera en vuestro servicio»”. Díjole el rey: «Yo os quiero armar caballero notorio é daros nuevo renombre del linage notorio, que es la mas notable manera de nobleza». La batalla en que las ganó Garci Pérez fue la referida en el año 1291 [entre Algeciras y Tarifa, provincia de Cádiz], estando presente el rey Sancho el IV, quien [le armó caballero de la Orden de la Banda y le dio el apellido «De Rendón», en memoria de tal hecho] concedió las dichas armas.

## Escudo de Armas
Las armas que le concedió son: Escudo partido en dos partes á través, con una banda real de Castilla, de oro, tenida de los dos extremos de dos bocas o cabezas de sierpes, que llaman dragantes o tragantes. De la banda abajo el campo verde, en que fue la batalla, y de la banda arriba rojo, simbolizando la sangre derramada de los moros con bordura de gules y trece roeles de oro, insignia de la Casa de Sarmiento. Y yelmo con cuatro lanzas rotas y tres estacas sostenidas por un brazo armado. Divisa: «Vencer y Nunca Vencido».

## Nobiliaria
Desde el punto de vista nobiliario, académicos han defendido que el señorío del Solar de Atienza, Mandayona y Villaseca es un título colectivo, único pero perteneciente a varias personas (por lo que nunca queda vacante), lo que se desprende de las confirmaciones reales que han dispuesto el exacto cumplimiento de la cédula concesionaria del señorío y de las referencias que en estas mismas se hacen.
Atienza, Mandayona y Villaseca, villas las tres de la actual provincia de Guadalajara. Garci Rendón, hijo de Garci Pérez de Burgos, conservó en su poder las heredades que su padre había tenido en los referidos lugares, y como de tal propietario se mencionan en la confirmación que del privilegio familiar hizo Enrique II. No es posible averiguar cuantas generaciones de Rendones poseyeron aquellas tierras de Garci Pérez de Burgos, y las de Villaseca parece ser que dieron apellido a algunos del linaje, como lo indica la segunda pregunta del interrogatorio que al efecto de cierta información testifical, presentó, ante el doctor Sancho de Peralta, teniente del asistente de Sevilla, el 19 de abril de 1570, Diego López Rendón, vecino de Écija, cuyo tenor es el siguiente: 

yten sy tienen noticia o oieron dezir a garci perez rrendon de burgos que fue et primero que gano et previlegyo de los rrendones el qual preuilesyo pido sea mostrado a los testigos y sy oyeron dezir o conoscieron a garcia rrendon su lujo y alonso garcia del rreal hijo del dho garcia rrendon y njeto del dho garcia pz rrendon de burgos padre del dho garcia Rendon y conoscieron oyeron dezir a ju° garcia del rreal hijo del dho alonso garcia del rreal y visnjeto del dho garcia perez rrendon y conoscieron o oyeron dezir a alonso peres de villaseca y a Juan del rreal ya diego del rreal sus hermanos hijos lijitimos del dho Juan garcia del rreal...

## Privilegio de Señorío
En el Ayuntamiento de Jerez de la Frontera se conserva una trascripción hecha en el siglo XVIII del antiguo y primitivo privilegio. En ella se puede leer:

Garci Pérez Rendón de Burgos. El Sr. Rey Dn. Sancho en Sevilla Juebes 18 de octubre en la era de 1306 conzedio el privilegio rodado a Garci Pérez Rendón de Burgos que dize que démosle a el y a sus hijos e hijas e nietos e viznietos e a todos sus herederos quantos del vinieren a sus amos e amas e mayordomos e caseros e baquerizos e porquerizos e boyeros e criados e otros sus paniaguados que moraren en todas las sus casas do quien que las ayan asi en lo realengo como en cualesquier señoríos que el dho Garzi Pérez doy a en todos los mios Reynos en Castilla de todos quantos pedidos y monedas e pedidos e forzados que nos mandasemos echar en cualesquier ciudades, villas y lugares e señoríos de estos mios Reynos y hechas entren en qualquier manera que hombre ha a pagar para siempre jamas. Otrosi mandamos e tenemos pr bien que les sean guardadas las heredades que el dho Garzi Pérez ha e tiene en termino de Hencia y son en Mandayona e Villa Seca que de ellas non pascan ni corten ni cazen contra su voluntad de lo que quien los ubiere de aber por el el so pena de la ma mrzd. E mandamos e tenemos por bien que qualquier o qualesquier coledores o sobrecogedores en renta o en favores o en otra qualquier manera de los dhos pechos e monedas e pedidos e forzados que no sean osados de demandar al dho Garci Pérez ni a los sobre dhos sus herederos que del vinieren...(ilegible) dho es ninguno de los pechos Srs dhos ni en de los prender nin de los tornar ninguna con de lo suyo por esta razon. E mandamos e defendemos firmem_te que ninguno ni algunos sean osados deles ir nin deles pasar contra esta gracia e mrzd cainla que les non hazemos ni sele quebrantar nin sele menguar en ninguna manera sino que quien o qualesquier que quisieren ir o pasar contra ella o contra parte della pecharme y han ami en pena mil mrvs de la moneda nueba cada uno por cada vez e a los dhos Garci Pérez e a sus hered a mos e a mas con los sobredhos como dho es o a quien su voz tubiere todos los daños en menoscabo que por esta razon rezivieren doblados y sobre esto mandamos a qualquier Alcalde o Alc dc_a. Se confirmo este Privilegio en Sevilla a 25 de nv_re de la era del 330. Item en la misma ciudad a 17 de marzo de la era de 1372. Y del Rey D. Enrique con la Reyna Dª Juana su mujer in firmaron el privilegio a pedimento de Garzi Pérez hijo del dho Garzi Pérez Rendón y le hizieron mrzd de 50 mrs en tierra p mesolancas cada año en Burgos a 20 de febrero de la era de 1405. A pedimento de Martín Sánchez Vez de Xerez de la frontera hijo de Garzi Pérez.

## Territorios solariegos
Las villas de Atienza, Mandayona y Villaseca están ubicadas en la provincia de Guadalajara, Comunidad Autónoma de Castilla-La Mancha, en España. Estas villas gozaron de numerosos fueros y privilegios durante la Edad Media siendo de gran importancia estratégica y comercial hasta el siglo XV.

### Ayuntamiento del Solar
Desde la reinstauración del Solar en 2019, así está dispuesto el ayuntamiento:
| Cargo                                   |                              | Periodo | Periodo |
| Alcalde Mayor                           | Néstor Leonardo Pereyra Lima | 2019    | -       |
| --------------------------------------- | ---------------------------- | ------- | ------- |
| Alcalde del Solar de Atienza            | Renan Souza Cardenuto        | 2024    | -       |
| Alcalde del Solar de Mandayona          | Joshua Pacheco González      | 2024    | -       |
| Alcalde del Solar de Villaseca de Uceda | Marcelo Calazans Ribeiro     | 2024    | -       |
| Canciller                               | Alexandra Pereyra            | 2019    | 2024    |
| Secretario                              | Joshua Pacheco González      | 2019    | -       |
| Embajador ante Brasil                   | Renan Souza Cardenuto        | 2023    | 2024    |
| Embajador ante Brasil                   | Aderbal Gomes Ribeiro        | 2024    | -       |
| Embajador ante Canada                   | Joshua Pacheco González      | 2024    | -       |
| Embajador ante Uruguay                  | Néstor Leandro Pereyra Lima  | 2019    | -       |
| Archivero Mayor                         | Renan Souza Cardenuto        | 2023    | -       |
| Clavero                                 | Alejandro Pereyra            | 2019    | 2024    |

## En Brasil
Según dice Pedro Taques, ilustre familia de Rendones, Quebedos, Lunas, Alarcones, Cabezas de Vaca (que por línea varonil son Sarmientos) de la capitanía de San Paulo y de la de San Sebastián de Río de Janeiro, traen en su propagación de la ciudad de Coria en el Reyno de León en España, de donde eran naturales los Rendones, Hijosdalgo don Pedro Mateos Rendón que fue regidor de las justicias en la villa de Ocaña, y de Magdalena Clemente de Alarcón Cabeza de Vaca, que se fueron a Brasil siguiendo el real servicio en la armada que vino a Bahía de Todos los Santos con el general de ella don Fadrique de Toledo Osorio marquéz de Uvaldeça en 1625, para libertar la Bahía entonces en manos de los holandezes. Los Rendones que en esa armada de Castilla vinieron con otros Hijosdalgo, para el hecho dicho, fueron 3, a los cuales se reunieron más tarde en 1640 un 4.º hermano, que fue don José Rendón de Quebedo, Efectivamente libertaron la Bahía, y acabada la guerra se quedaron en el real servicio , y se fueron a San Paulo y Río de Janeiro, y fueron ellos los hermanos:
- Juan Mateos Rendón de Quebedo;
- Francisco Rendón de Quebedo;
- José Rendón de Quebedo;
- Pedro Mateos Rendón Cabeza de Vaca.[8][9][10]